# Mundgod
Mundgod é uma panchayat (vila) no distrito de Uttara Kannada, no estado indiano de Karnataka.

## Geografia
Mundgod está localizada a 14° 58′ N, 75° 02′ L. Tem uma altitude média de 567 metros (1860 pés).

## Demografia
Segundo o censo de 2001, Mundgod tinha uma população de 16 171 habitantes. Os indivíduos do sexo masculino constituem 51% da população e os do sexo feminino 49%. Mundgod tem uma taxa de literacia de 67%, superior à média nacional de 59,5%: a literacia no sexo masculino é de 73% e no sexo feminino é de 62%. Em Mundgod, 15% da população está abaixo dos 6 anos de idade.